# Lori-Ann Muenzer
Lori-Ann Muenzer (ur. 21 maja 1966 w Toronto) – kanadyjska kolarka torowa, mistrzyni olimpijska oraz czterokrotna medalistka mistrzostw świata.

## Kariera
Pierwszy sukces Lori-Ann Muenzer osiągnęła dopiero po ukończeniu 30 roku życia - na igrzyskach Wspólnoty Narodów w Kuala Lumpur w 1998 roku zdobyła brązowy medal w sprincie indywidualnym. Na rozgrywanych dwa lata później mistrzostwach świata w Manchesterze w tej samej konkurencji była druga, ulegając jedynie Białorusince Natalli Markowniczenko. W tym samym roku brała udział w igrzyskach olimpijskich w Sydney, gdzie rywalizację w wyścigu na 500 m ukończyła na trzynastej pozycji. Na mistrzostwach świata w Antwerpii w 2001 roku zdobyła dwa medale: srebrny w wyścigu na 500 m (przegrała tylko z Meksykanką Nancy Contreras) oraz brązowy w sprincie indywidualnym (wyprzedziły ją Rosjanka Swietłana Grankowska i Amerykanka Tammy Thomas). Największy sukces w karierze osiągnęła podczas igrzysk w Atenach w 2004 roku, gdzie zdobyła złoty medal w sprincie indywidualnym, bezpośrednio wyprzedzając Tamiłłę Abasową z Rosji i Annę Meares z Australii. Na greckich igrzyskach była także siódma w wyścigu na 500 m. W tym samym roku wystartowała również na mistrzostwach świata w Melbourne, w sprincie indywidualnym zajmując trzecie miejsce za Grankowską i Meares. Muenzer zakończyła karierę w 2005 roku.